# Mistrzostwa Polski Juniorów w Lekkoatletyce 2024
78. Mistrzostwa Polski juniorów w lekkoatletyce – zawody lekkoatletyczne dla sportowców do lat 20 organizowane pod egidą Polskiego Związku Lekkiej Atletyki, które odbywały się od 26 do 28 lipca 2024 roku w Radomiu.

## Rezultaty

### Mężczyźni
| Konkurencja:                  | 1. miejsce                                                                                  | Rezultat | 2. miejsce                                                                                | Rezultat | 3. miejsce                                                                                 | Rezultat |
| Bieg na 100 m                 | Marek Zakrzewski AML Słupsk                                                                 | 10,44    | Sebastian Libura MOS CSiR Dąbrowa Górnicza                                                | 10,64    | Tomasz Bajraszewski LKS Vectra Włocławek                                                   | 10,77    |
| Bieg na 200 m                 | Marek Zakrzewski AML Słupsk                                                                 | 21,55    | Wiktor Wróbel LKS Orkan Ostrzeszów                                                        | 22,17    | Tomasz Bajraszewski LKS Vectra Włocławek                                                   | 22,28    |
| Bieg na 400 m                 | Michał Kijewski UKS Sokół Węgorzewo                                                         | 46,30    | Jakub Szarapo BKS Bydgoszcz                                                               | 46,61    | Wiktor Wróbel LKS Orkan Ostrzeszów                                                         | 47,08    |
| Bieg na 800 m                 | Kamil Cichowski CWZS Zawisza Bydgoszcz SL                                                   | 1:50,87  | Tomasz Czubak MKS-MOSM Bytom                                                              | 1:50,91  | Szymon Łysiak AZS KU Politechniki Opolskiej Opole                                          | 1:50,98  |
| Bieg na 1500 m                | Wiktor Miłkowski UKS 48 Warszawa                                                            | 3:55,50  | Paweł Rafiński LKS Lubawa                                                                 | 3:57,34  | Karol Makiła GKS Cartusia Kartuzy                                                          | 3:57,37  |
| Bieg na 3000 m                | Piotr Kilian KS AZS AWF Kraków                                                              | 8:32,67  | Maksymilian Zawiślak LKS Omega Kleszczów                                                  | 8:34,51  | Jakub Skrzypczak UKS Jedynka Gostyń                                                        | 8:41,87  |
| Bieg na 3000 m z przeszkodami | Krzysztof Zieliński ULKS Talex Borzytuchom                                                  | 9:02,15  | Jakub Abramczyk RLTL GGG Radom                                                            | 9:10,83  | Wiktor Janduła RLTL GGG Radom                                                              | 9:13,07  |
| Bieg na 110 m przez płotki    | Hubert Woźniak MKLA Łęczyca                                                                 | 14,58    | Krzysztof Korzeniowski KS AZS AWF Kraków                                                  | 14,90    | Nikodem Kwiatkowski LKS Zantyr Sztum                                                       | 14,99    |
| Bieg na 400 m przez płotki    | Jan Gołębiowski UKS Vis Skierniewice                                                        | 52,95    | Aleksander Nurkowski LKS Jantar Ustka                                                     | 53,92    | Hubert Jabłoński MKS Aleksandrów Łódzki                                                    | 53,70    |
| Sztafeta 4×100 m              | AML Słupsk Kacper Kasprzyk Marek Zakrzewski Tymoteusz Płatkowski Jakub Wilczewski           | 41,59    | KS AZS AWF Kraków Krzysztof Korzeniowski Dmytro Kravets Bartłomiej Ćwikło Hubert Matulski | 41,66    | CWZS Zawisza Bydgoszcz SL Wiktor Łysko Kacper Piasecki Derrick Kporhotor Igor Sierpniewski | 41,83    |
| Sztafeta 4×400 m              | UMLKS Pegaz Opoczno Daniel Szymański Mario Barra-Strzemiński Bartek Bazaniak Adrian Wójciak | 3:23,42  | MKS Aleksandrów Łódzki Oliwier Ziąbka Igor Winiecki Kacper Uliński Hubert Jabłoński       | 3:23,72  | WLKS Wrocław Maciej Durkalec Jonasz Lewandowski Wojciech Szczerczowski Mikołaj Ronczewski  | 3:24,09  |
| Skok w dal                    | Tobiasz Butra AZS-AWFiS Gdańsk                                                              | 7,42     | Jakub Ptasiewicz MKS Bank BS Płońsk                                                       | 7,36     | Szymon Głaszczka KS AZS AWF Warszawa                                                       | 7,13     |
| Trójskok                      | Jonasz Lewandowski WLKS Wrocław                                                             | 15,10    | Kewin Małek AML Słupsk                                                                    | 14,67    | Mateusz Misterek MOSM Tychy                                                                | 14,17    |
| Skok wzwyż                    | Kacper Włodarczyk MKS Pułtusk                                                               | 2,07     | Jakub Walecki WLKS Nowe Iganie                                                            | 2,04     | Kewin Małek AML Słupsk                                                                     | 2,04     |
| Skok o tyczce                 | Paweł Pośpiech SL Olimpia Poznań                                                            | 5,05     | Nikodem Kruk SL Olimpia Poznań                                                            | 4,55     | Filip Dudka MKLA Łęczyca                                                                   | 4,40     |
| Pchnięcie kulą                | Karol Kijewski MKL Jurand Szczytno                                                          | 16,79    | Mikołaj Gajda MKS Aleksandrów Łódzki                                                      | 16,58    | Tomasz Ośkiewicz MKS Aleksandrów Łódzki                                                    | 16,36    |
| Rzut dyskiem                  | Szymon Groenwald KS AZS AWF Warszawa                                                        | 54,69    | Karol Wagner AZS KU Politechniki Opolskiej Opole                                          | 54,68    | Leon Lemańczyk UKS Lipusz                                                                  | 51,72    |
| Rzut młotem                   | Szymon Groenwald KS AZS AWF Warszawa                                                        | 69,98    | Jakub Pracharczyk OKS Skra Warszawa                                                       | 65,87    | Wiktor Kruszwic MUKS Park Zduńska Wola                                                     | 61,12    |
| Rzut oszczepem                | Hubert Trościanka ULKS Uczniak Szprotawa                                                    | 65,13    | Mateusz Żyliński LUKS Hańcza Suwałki                                                      | 63,16    | Marek Kościelniak ULKS Sprinter Zielona Góra                                               | 60,33    |
| Chód na 10 000 m              | Kacper Gołąbek MKS Stal Nowa Dęba                                                           | 46:28,22 | Ernest Przestrzelski WLKS Nowe Iganie                                                     | 46:35,77 | Kacper Łuc MKS Stal Nowa Dęba                                                              | 47:00,04 |

### Kobiety
| Konkurencja:                  | 1. miejsce                                                                                 | Rezultat | 2. miejsce                                                                                | Rezultat | 3. miejsce                                                                                     | Rezultat |
| Bieg na 100 m                 | Inga Kanicka KS Stal LA Ostrów Wlkp.                                                       | 11,65    | Julia Adamczyk RLTL GGG Radom                                                             | 11,72    | Jagoda Żukowska SLiS JUST TEAM Bielsko-Biała                                                   | 11,78    |
| Bieg na 200 m                 | Inga Kanicka KS Stal LA Ostrów Wlkp.                                                       | 23,91    | Małgorzata Pojęta TKS Tomasovia Tomaszów Lubelski                                         | 24,27    | Klaudia Chrostek MUKS Wilhelm Szewczyk Czerwionka                                              | 24,60    |
| Bieg na 400 m                 | Wiktoria Gajosz TKS Tomasovia Tomaszów Lubelski                                            | 52,94    | Dominika Duraj LKS Ziemi Puckiej Puck                                                     | 52,96    | Aleksandra Fornalik TS AKS Chorzów                                                             | 55,52    |
| Bieg na 800 m                 | Jagoda Bochenek MKS-MOSM Bytom                                                             | 2:11,35  | Daria Domżalska niestowarzyszona                                                          | 2:11,44  | Lena Suchowolak RLTL GGG Radom                                                                 | 2:11,58  |
| Bieg na 1500 m                | Zuzanna Wiernicka RKS Łódź                                                                 | 4:35,76  | Daria Domżalska niestowarzyszona                                                          | 4:38,64  | Oliwia Bełczew KKL Kielce                                                                      | 4:41,87  |
| Bieg na 3000 m                | Amelia Pawelus LKS Omega Kleszczów                                                         | 9:56,84  | Oliwia Piątkowska KS AZS AWF Warszawa                                                     | 9:57,11  | Marianna Hryciuk OKS Start Otwock                                                              | 10:00,17 |
| Bieg na 3000 m z przeszkodami | Roksana Piechowska ULKS Talex Borzytuchom                                                  | 11:00,75 | Natalia Cygan KKL Stal Stalowa Wola                                                       | 11:02,03 | Zuzanna Czyż TL Pogoń Ruda Śląska                                                              | 11:18,66 |
| Bieg na 100 m przez płotki    | Wiktoria Gadajska RLTL GGG Radom                                                           | 13,94    | Zuzanna Zając KS AZS AWF Katowice                                                         | 14,05    | Nikola Brożyna RLTL GGG Radom                                                                  | 14,06    |
| Bieg na 400 m przez płotki    | Wiktoria Gadajska RLTL GGG Radom                                                           | 57,10    | Aleksandra Suchenek OKS Skra Warszawa                                                     | 58,23    | Julia Zegan OKS Skra Warszawa                                                                  | 58,53    |
| Sztafeta 4×100 m              | TKS Tomasovia Tomaszów Lubelski Joanna Fus Wiktoria Gajosz Julia Kawałek Małgorzata Pojęta | 45,12    | KS AZS AWF Katowice Karolina Bąbel Milena Thamm Oliwia Zimoląg Zuzanna Zając              | 45,96    | CKS Budowlani Częstochowa Aleksandra Lipska Aleksandra Maligłówka Kinga Woś Oliwia Cyrulińska  | 48,29    |
| Sztafeta 4×400 m              | TKS Tomasovia Tomaszów Lubelski Joanna Fus Małgorzata Pojęta Julia Kawałek Wiktoria Gajosz | 3:49,25  | KS Stal LA Ostrów Wlkp. Julia Podruczna Amelia Płócienniczak Dagmara Adamcio Inga Kanicka | 3:59,28  | AZS KU Politechniki Opolskiej Opole Ewa Glatki Natalia Raczkowska Wiktoria Rak Maja Ziółkowska | 4:01,78  |
| Skok w dal                    | Olga Szlachta KS Stal LA Ostrów Wlkp.                                                      | 6,21     | Maja Kleszno AZS KU Politechniki Opolskiej Opole                                          | 6,06     | Julia Adamczyk RLTL GGG Radom                                                                  | 6,04     |
| Trójskok                      | Olga Szlachta KS Stal LA Ostrów Wlkp.                                                      | 13,45    | Maja Murach UKS Atos Woźnice                                                              | 12,89    | Wiktoria Knutowicz MKS Baszta Szamotuły                                                        | 12,12 =  |
| Skok wzwyż                    | Emilia Twardowska AML Słupsk                                                               | 1,74 =   | Hanna Grabowska AML Słupsk                                                                | 1,72     | Martyna Konieczko MLUKS Mokasyn Płoty                                                          | 1,70 =   |
| Skok o tyczce                 | Zofia Jastrząb KKL Kielce                                                                  | 4,05     | Natalia Biskupska KKL Kielce                                                              | 3,95     | Natalia Lewandowska SKLA Sopot                                                                 | 3,85     |
| Pchnięcie kulą                | Anna Kicińska UKS Tempo 5 Przemyśl                                                         | 14,19    | Aleksandra Mioskowska KS AZS AWF Wrocław                                                  | 13,04    | Klaudia Kucińska LKS Lubawa                                                                    | 12,94    |
| Rzut dyskiem                  | Anna Kicińska UKS Tempo 5 Przemyśl                                                         | 48,14    | Alicja Winiarz AZS-AWFiS Gdańsk                                                           | 43,98    | Oliwia Lemanowicz KS Ciechan Ciechanów                                                         | 43,33    |
| Rzut młotem                   | Aneta Orzechowska LKS Vectra Włocławek                                                     | 52,78    | Julia Koźlarek OŚ AZS Poznań                                                              | 50,77    | Kinga Pecyna MLKS Agros Żary                                                                   | 47,78    |
| Rzut oszczepem                | Viktoriia Derkach MKL Szczecin                                                             | 54,71    | Justyna Stachyra WKS Wawel Kraków                                                         | 49,04    | Małgorzata Miedziewska AML Słupsk                                                              | 46,54    |
| Chód na 10 000 m              | Paulina Tomaszewska UKS 12 Kalisz                                                          | 49:49,83 | Emilia Wiśniewska UKS 12 Kalisz                                                           | 52:59,85 | Natalia Szydłowska STS Pomerania Szczecinek                                                    | 56:36,83 |